# Akkeshibukten

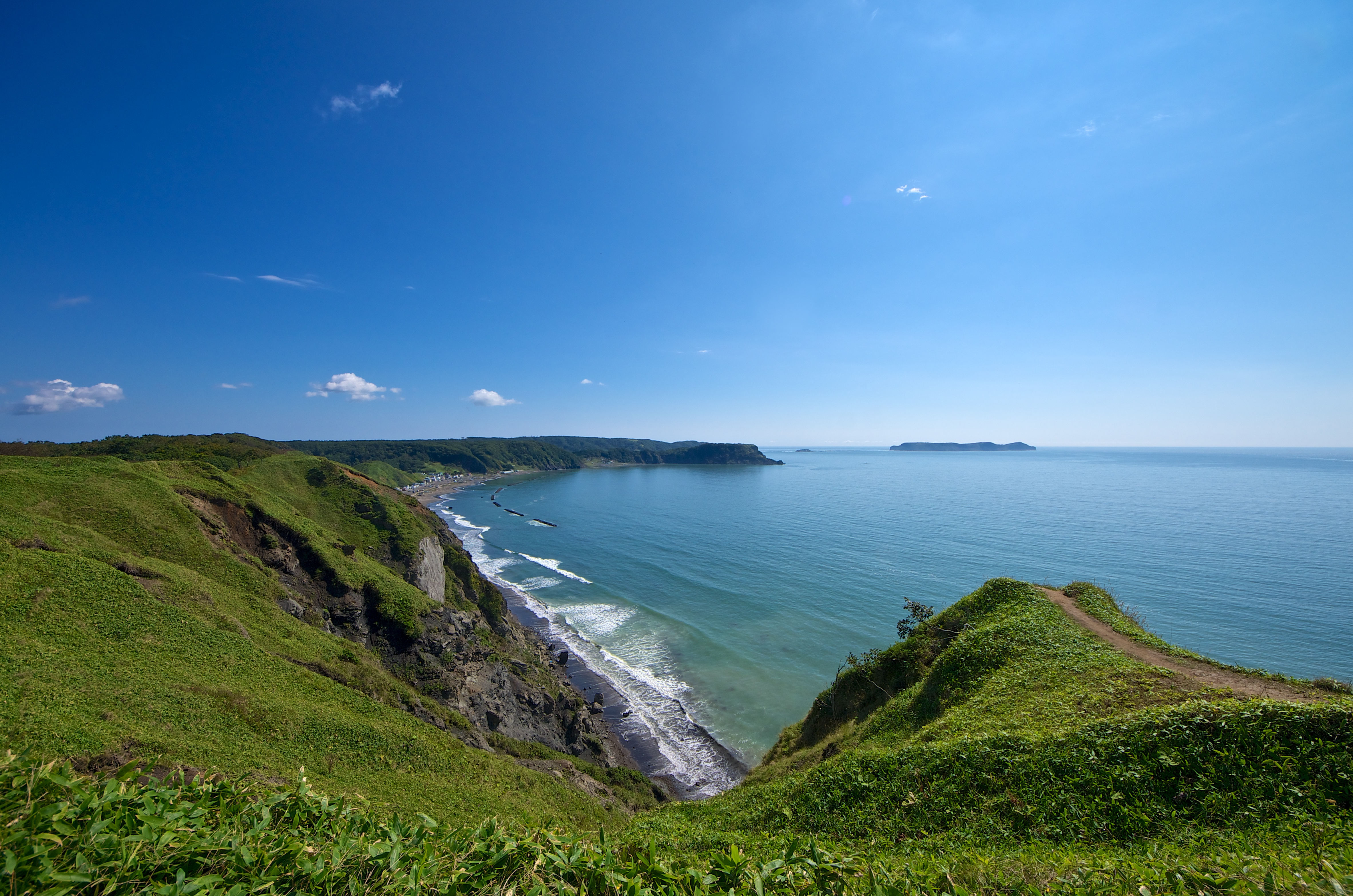
Akkeshibukten (2015)

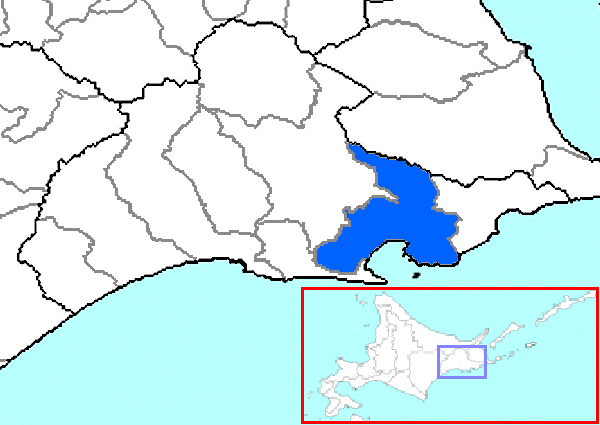
Akkeshibuktens läge på Hokkaido (Akkeshibukten är havsbukten nedanför det blå landområdet)

Akkeshibukten (japanska: 厚岸湾?, Akkeshi-wan) är en bukt på Hokkaidos östra kust mot Stilla havet, öster om staden Kushiro. Staden Akkeshi ligger i buktens innersta del. Bukten är cirka 13 km lång och 9 km bred. Vid mynningen mot Stilla havet är bukten cirka 30 meter djup, sedan blir den gradvis grundare mot kusterna och den större delen av bukten är inte mer än 20 meter djup. Längs med mynningen i den östra delen av bukten går en undervattensås som höjer sig till två små öar, Daikokujima och Kojima, och bukten är längs denna ås inte mer än 5 meter djup. Av öarna är Daikokujima den största och Kojima den minsta. Bukten smalnar av mot nordost och dess innersta del, vid staden Akkeshi, är genom en smal kanal förbunden med sjön Akkeshi (japanska: Akkeshi-ko), en brackvattensjö i viken floden Bekambeushi mynnar ut.
Sjön Akkeshi är sedan 1993 ett Ramsarområde, och Akkeshibukten omfattas som en del av dess skyddszon.
Staden Akkeshi är känd för sina ostron, som odlas i sjön och bukten, och Akkeshi är ett av två huvudområden för ostronodling på Hokkaido (det andra är Saromasjön). Ostron från Akkeshi marknadsförs under namnet "Kaki-Emon".